# الزوغة (القفر)

تعديل مصدري - تعديل

الزوغة هي إحدى قرى عزلة بني مهدى بمديرية القفر التابعة لمحافظة إب، بلغ تعداد سكانها 50 نسمة حسب تعداد اليمن لعام 2004.